# فيليب سيدني جونز
فيليب سيدني جونز (بالإنجليزية: Philip Sydney Jones)‏ هو جراح أسترالي، ولد في 15 أبريل 1836، وتوفي في 18 سبتمبر 1918.